# Phaeonychium
Phaeonychium es un género de plantas fanerógamas de la familia Brassicaceae. Comprende ocho especies descritas y de estas, solo 7 aceptadas.

## Taxonomía
El género fue descrito por Otto Eugen Schulz y publicado en Notizblatt des Botanischen Gartens und Museums zu Berlin-Dahlem 9: 1092. 1927[1927].

## Especies aceptadas
A continuación se brinda un listado de las especies del género Phaeonychium aceptadas hasta julio de 2014, ordenadas alfabéticamente. Para cada una se indica el nombre binomial seguido del autor, abreviado según las convenciones y usos.	 
- Phaeonychium albiflorum
- Phaeonychium fengii
- Phaeonychium jafrii
- Phaeonychium kashgaricum
- Phaeonychium parryoides
- Phaeonychium surculosum
- Phaeonychium villosum